# Vibersviller
Vibersviller (fràncic lorenès Wiberschwiller) és un municipi francès situat al departament del Mosel·la i a la regió del Gran Est. L'any 2007 tenia 447 habitants.

## Demografia

### Població
El 2007 la població de fet de Vibersviller era de 447 persones. Hi havia 156 famílies, de les quals 32 eren unipersonals (16 homes vivint sols i 16 dones vivint soles), 48 parelles sense fills, 68 parelles amb fills i 8 famílies monoparentals amb fills.
La població ha evolucionat segons el següent gràfic:
Habitants censats

### Habitatges
El 2007 hi havia 184 habitatges, 165 eren l'habitatge principal de la família, 4 eren segones residències i 14 estaven desocupats. 169 eren cases i 14 eren apartaments. Dels 165 habitatges principals, 132 estaven ocupats pels seus propietaris, 22 estaven llogats i ocupats pels llogaters i 11 estaven cedits a títol gratuït; 1 tenia una cambra, 3 en tenien dues, 11 en tenien tres, 26 en tenien quatre i 124 en tenien cinc o més. 137 habitatges disposaven pel capbaix d'una plaça de pàrquing. A 61 habitatges hi havia un automòbil i a 91 n'hi havia dos o més.

### Piràmide de població
La piràmide de població per edats i sexe el 2009 era:
| Homes | Edats   | Dones |
| ----- | ------- | ----- |
| 0     | 95 o +  | 0     |
| 0     | 90 a 94 | 4     |
| 4     | 85 a 89 | 0     |
| 0     | 80 a 84 | 4     |
| 8     | 75 a 79 | 4     |
| 4     | 70 a 74 | 12    |
| 20    | 65 a 69 | 8     |
| 8     | 60 a 64 | 16    |
| 12    | 55 a 59 | 0     |
| 0     | 50 a 54 | 16    |
| 28    | 45 a 49 | 4     |
| 24    | 40 a 44 | 24    |
| 16    | 35 a 39 | 8     |
| 16    | 30 a 34 | 8     |
| 12    | 25 a 29 | 24    |
| 8     | 20 a 24 | 8     |
| 12    | 15 a 19 | 8     |
| 8     | 10 a 14 | 0     |
| 16    | 5 a 9   | 0     |
| 16    | 0 a 4   | 20    |

## Economia
El 2007 la població en edat de treballar era de 293 persones, 211 eren actives i 82 eren inactives. De les 211 persones actives 204 estaven ocupades (125 homes i 79 dones) i 7 estaven aturades (4 homes i 3 dones). De les 82 persones inactives 28 estaven jubilades, 22 estaven estudiant i 32 estaven classificades com a «altres inactius».

### Ingressos
El 2009 a Vibersviller hi havia 160 unitats fiscals que integraven 441 persones, la mediana anual d'ingressos fiscals per persona era de 15.477 €.

### Activitats econòmiques
Dels 9 establiments que hi havia el 2007, 2 eren d'empreses extractives, 3 d'empreses de construcció, 1 d'una empresa de comerç i reparació d'automòbils, 2 d'empreses d'hostatgeria i restauració i 1 d'una empresa de serveis.
Dels 4 establiments de servei als particulars que hi havia el 2009, 2 eren paletes, 1 lampisteria i 1 restaurant.
L'any 2000 a Vibersviller hi havia 18 explotacions agrícoles que ocupaven un total de 603 hectàrees.

## Equipaments sanitaris i escolars
El 2009 hi havia una escola elemental integrada dins d'un grup escolar amb les comunes properes formant una escola dispersa.

## Poblacions més properes
El següent diagrama mostra les poblacions més properes.